# Helmut Geist (Geograph)
Helmut J. Geist (* 1958 in Kastl) ist ein deutscher Hochschullehrer und Autor. Von 2006 bis 2012 war er Professor für Humangeographie an der Universität Aberdeen in Schottland.

## Leben und Werk
Aufgewachsen in einer ländlichen Handwerkerfamilie in der mittleren Oberpfalz legte Geist seine Reifeprüfung 1977 am Max-Reger-Gymnasium Amberg ab. Im Anschluss an Kriegsdienstverweigerung und Zivildienst absolvierte er ein Studium der Diplom-Geographie in Deutschland und den USA.
1986 wurde Geist Wissenschaftlicher Mitarbeiter an der Universität Würzburg und promovierte 1989 bei Horst-Günter Wagner mit einer Arbeit über agrare Tragfähigkeit in der westafrikanischen Republik Senegal. Als Postdoc arbeitete er von 1994 bis 1999 an der Heinrich-Heine-Universität Düsseldorf und am German-American Center for Visiting Scholars in Washington DC.
In Wallonien war Geist von 2000 bis 2005 an der Universität Louvain-la-Neuve geschäftsführend für das LUCC-Projekt (Land Use and Cover Change) zuständig, einem Vorhaben des International Geosphere-Biosphere Programme und des International Human Dimensions Programme on Global Environmental Change. Neben Managementaufgaben erstellte er dort meta-analytische Studien zu Desertifikation und Entwaldung aus der Perspektive von Erdsystemwissenschaft.
Von 2006 bis 2012 war Geist Professor für Humangeographie an der Universität Aberdeen in Schottland als Sixth Century Chair in Human-Environment Interactions.
Die am Geographischen Institut historisch starke Forschung zu ländlichen Räumen erweiterte er perspektivisch mit einem Fokus auf globale, politisierte Mensch-Umweltbeziehungen (nature-society nexus). Im Jahr seines Dienstantritts mitbegründete er das Aberdeen Nodal Office als einen Kristallisationspunkt europäischer Forschung zum Wandel von Bodennutzungssystemen.
Für die Internationale Geographische Union fungierte Geist im Steuerungskomitee der Kommission Land Use & Land Cover Changes von 2004 bis 2008 und von 2012 bis 2016. Bis zum Ende seiner Karriere lehrte er Wirtschaftsgeographie an der Internationalen Berufsakademie und der Universität Göttingen.
Geist war Leiter und Mitwirkender etlicher akademischer Drittmittelprojekte der Deutschen Forschungsgemeinschaft, des German Marshall Fund, der British Ecological Society und im Rahmen von Vorhaben der Umweltpolitik der Europäischen Union.

## Wissenschaftliche Bedeutung
Im Gefolge einer entwicklungsgeographischen Arbeit über Mais- und Tabakproduktion in Malawi wurde Geist 1992 zu einem Wegbereiter der Politischen Ökologie im deutschsprachigen Raum. Er trug dazu bei, eine „dritte Säule“ zwischen Human- und Physiogeographie auszuweisen.
Über das LUCC-Projekt urteilte man, dass es „in nahezu mustergültiger Weise Bandbreite und Potentiale fachübergreifender Kooperationsmöglichkeiten verschiedenster Fachdisziplinen“ zu Mensch/Umwelt-Beziehungen zeige. Am Beispiel von Trockengebieten entwarf Geist eine landsystemtheoretisch motivierte Klassifizierungsmethode, die erstmals soziale und biophysikalische Indikatoren kombiniert. Sein Ansatz gilt als „[t]he first real attempt to bring these aspects together […] [in] a typology of degradation causes and outcomes“.  Forschungsarbeiten von Geist zu globaler Landnutzung fanden 2018 Eingang in den IPBES-Bericht des Weltbiodiversitätsrats und 2019 in den IPCC-Sonderbericht über Klimawandel und Landsysteme des Weltklimarats.
Regional konzentrierte sich Geist auf Landnutzung, v. a. Tabakanbau, in der südostafrikanischen Waldsavanne (Miombo) und unterstützte als Gutachter die Kapstädter Weltbank-Konsultation 1998 zu Möglichkeiten und Grenzen globaler Tabakkontrolle. Seitdem begleitet er tabakkritische Projekte weltweit:
- als einer der Hauptredner auf dem Plenum des 3rd Meeting of the UN's Environment and Health Ministers 1999 zu Tabak-Umwelt-Gesundheit im Senate House der University of London;[20]
- als wissenschaftlicher Berater des Dokumentarfilms Rauchopfer von Peter Heller, der auf dem Internationalen Film Festival in Parma 2003 mit dem Grand Prix Leonardo in Gold als bester globalisierungskritischer Beitrag des Jahres ausgezeichnet wurde;[21]
- als Gutachter einer Studiengruppe der Weltgesundheitsorganisation zu Alternativen zum Tabakanbau auf deren Treffen im Juni 2008 in Mexiko-Stadt auf der Basis der Artikel 17&18 Rahmenübereinkommen der WHO zur Eindämmung des Tabakgebrauchs (2005);[22]
- mit Beiträgen zum TEEB-Vorhaben, das die globalen Lieferketten des Tabaksektors aus sozialökologischen Gründen als riskante Wirtschaftstätigkeit charakterisiert und an institutionelle Investoren appelliert, aus Gründen der Reputationsschädigung Kapital vom Tabakregime fernzuhalten (Desinvestition);[23]
- als Ko-Autor einer Panel-Studie, von der Kelley Lee und Andere 2016 berichten, dass ein von British American Tobacco (BAT) in Auftrag gegebenes Gutachten zum WHO-Rahmenübereinkommen zu dem Schluss kommt, dass die Zerstörung tropischer Trockenwälder „[deforestation] may be the single most negative impact of tobacco cultivation on the environment […] given the results of the study by Geist et al. [2009]“;[24]
- als Mitverfasser der ersten WHO-Studie 2017 zusammen mit Stella Bialous und Anderen zu den Gesamtwirkungen von Tabakrauchen; der Bericht konstatiert Ökosystemzerstörungen und wirtschaftliche Fehlentwicklung in Anbauländern des globalen Südens und konfrontiert transnationale Tabakkonzerne wie BAT mit Greenwashing und Merchandising of Doubt.[25]

## Publikationen (Auswahl)

### Bücher
- als Hrsg. mit B. Lohnert: Coping with changing environments. Routledge Revival, Milton Park, UK / New York, 2018 [1999].
- mit S. Bialous, C. Curtis, P. S. Granados, Y. H. Hendlin, H. Eunha, N. Lecours, K. Lee, G. E. Matt, J. P. E. Quintana und E. T. d’Espaignet: Tobacco and its environmental impact. World Health Organization, Genf 2017; freier Volltext
- The causes and progression of desertification. Routledge, London 2017 (Paperback, E-Book) bzw. Ashgate, Aldershot (UK), Burlington (VT) 2005 (Hardback).
- als Hrsg.: Our earth’s changing land. 2 Bände. Greenwood Press, Westport (CT), London 2006.
- als Hrsg. mit E. F. Lambin: Land-use and land-cover change. Springer, Berlin/Heidelberg 2006.
- mit P. Heller und J. Waluye: Rauchopfer. Die tödlichen Strategien der Tabakmultis. Horlemann, Bad Honnef 2004.
- Political ecology of the Lower Casamance in Senegal (West Africa). In: R. B. Singh (ed.): Disasters, environment and development. Oxford & IBH Publishers: New Delhi, Calcutta 1996, S. 541–550.
- Agrare Tragfähigkeit im westlichen Senegal. Institut für Afrika-Kunde, Hamburg 1989.

### Artikel
- Perspektivenwechsel der Politischen Ökologie. In: Geographica Helvetica. Band 77, Nr. 4, 2022, S. 511–522; freier Volltext
- Tobacco and deforestation revisited. In: Sustainability. Band 13, Nr. 16, 2021; freier Volltext
- Integrative Geographie neu denken. In: Geographica Helvetica. Band 73, Nr. 2, 2018, S. 187–191; freier Volltext.
- mit S. Whitfield und A. A. R. Ioris: Deliberative assessment in complex socioecological systems. In: Environmental Monitoring and Assessment. Band 183, Nr. 1/4, 2011, S. 465–483; freier Volltext.
- mit K. Chang, V. Etges und J. M. Abdallah: Tobacco growers at the crossroads. In: Land Use Policy. Band 26, Nr. 4, 2009, S. 1066–1079; freier Volltext.
- Wandel oder Kollaps? In: Geographische Zeitschrift. Band 94, Nr. 3, 2006, S. 143–159; freier Volltext.
- mit E. F. Lambin: Proximate causes and underlying driving forces of tropical deforestation. In: BioScience. Band 52, Nr. 2, 2002, S. 143–150; freier Volltext.
- Global assessment of deforestation related to tobacco farming. In: Tobacco Control. Band 8, Nr. 1, 1999, S. 18–28; freier Volltext PMID 10465812.
- Das Bergland von Namwera. In: Gaia. Band 7, Nr. 4, 1998, S. 255–264; ingentaconnect.com
- Tropenwaldzerstörung durch Tabak. In: Geographische Rundschau. Band 50, Nr. 5, 1998, S. 283–290; Abstrakt.
- Die orthodoxe und politisch-ökologische Sichtweise von Umweltdegradierung. In: Die Erde. Band 123, Nr. 4, 1992, S. 283–295; freier Volltext.
- Subsistenzwirtschaft und Weltmarktproduktion in einer peripheren Region Malawis. In: Zeitschrift für Wirtschaftsgeographie. Band 30, Nr. 3, 1986, S. 27–51; Einleitung.